# Гаа-Дгаалу (атол)
Атол Гаа-Дгаалу — адміністративна одиниця Мальдівських островів, також відома як атол Південний Тгіладгунматгі (мальдівською: Thiladhunmathi Dhekunuburi). Адміністративним центром атолу є Кулхудгуффуші. Складається з південної частини природного атолу Тгіладхунматгі (який поділяється з атолом Північний  Тгіладгунматгі ) і атолу Макунудгу або Маамакунуду (атол Малкольм на картах Адміралтейства) з його великим рифом.

## Історія
21 травня 1958 року атол Тгіладгунматгі був розділений на північну та південну частини, утворивши таким чином адміністративний одиницю атолу Південний Тгіладгунматгі. Північна частина атолу отримала назву Північний Тгіладгунматгі. Столицею атолу Південний Тгіладгунматгі був Нолгіваранфару до того, як 6 травня 1992 року його перенесли до Кулхудгуффуші.

## Транспорт
Південний Тгіладгунматгі пов’язаний повітряним сполученням зі столицею Мальдів Мале, оскільки на атолі є два аеропорти. один у Ганімаадгу (міжнародний аеропорт) і внутрішній аеропорт у Кулхудгуффуші. А також дхоані використовуються для перевезення вантажів і людей між Мале.